# ウジェーヌ・ドゥヴェリア
ウジェーヌ・ドゥヴェリア（Eugène Devéria、 1805年4月22日 - 1865年2月3日）は、フランスの画家である。歴史に題材にした作品や肖像画、宗教画などを描いたアカデミック美術の画家である。

## 略歴
パリで生まれた。父親は海軍省の役人であった。兄にイラストレーター、版画家として有名になるアシル・ドゥヴェリア(1800-1857)がいて、妹のロール・ドゥヴェリア(Laure Devéria: 1813-1838)も画家になった。
兄、アシルも学んだパリ国立高等美術学校で、アンヌ＝ルイ・ジロデ＝トリオゾンやギヨーム・ギヨン＝ルティエールに学んだ。兄のアシルは1830年頃になると書籍の挿絵を描くイラストレータとして人気を得た。
ウジェーヌ・ドゥヴェリアは1824年にパリのサロンに初めて出展したが殆ど注目されなかったが、1827年に出展した『アンリ4世の出生』という歴史画によって画家として認められた。1830年に国王に即位したルイ・フィリップが計画し実現しなかった博物館(musée de l'Histoire de France) の装飾画の画家の一人に選ばれ、パリの教会の装飾の仕事などに参加するが高い評価をえられることは無かった。
1838年に、アヴィニョンの大聖堂の修復の仕事をするためにアヴィニョンの移って働いたが、不衛生な環境での作業や、アヴィニョンを襲った洪水などの影響で病気になり1841年に療養のためにベアルンに移った。この年、長く同棲していた女性と結婚し、ベアルンで病気は快復した。ベアルンでプロテスタントの牧師の説教に影響を受け宗教的な活動に熱心になり、1843年にプロテスタントに改宗した。この宗教的な活動によってパリの友人たちと疎遠になることになった。フランス南西部のポーに移り、美術教師をしたりり、ポーやピレネー＝アトランティック県の温泉地、オー＝ボンヌ(Eaux-Bonnes)を訪れる観光客の肖像画を描いて生活した。パリの展覧会に作品を送っていたが、関心を得られることは無かった。1856年と1857年にアヴィニョンでの仕事を再開するためにアヴィニョンを訪れるが完成することはなかった。
1865年にポーで亡くなった。

## 作品

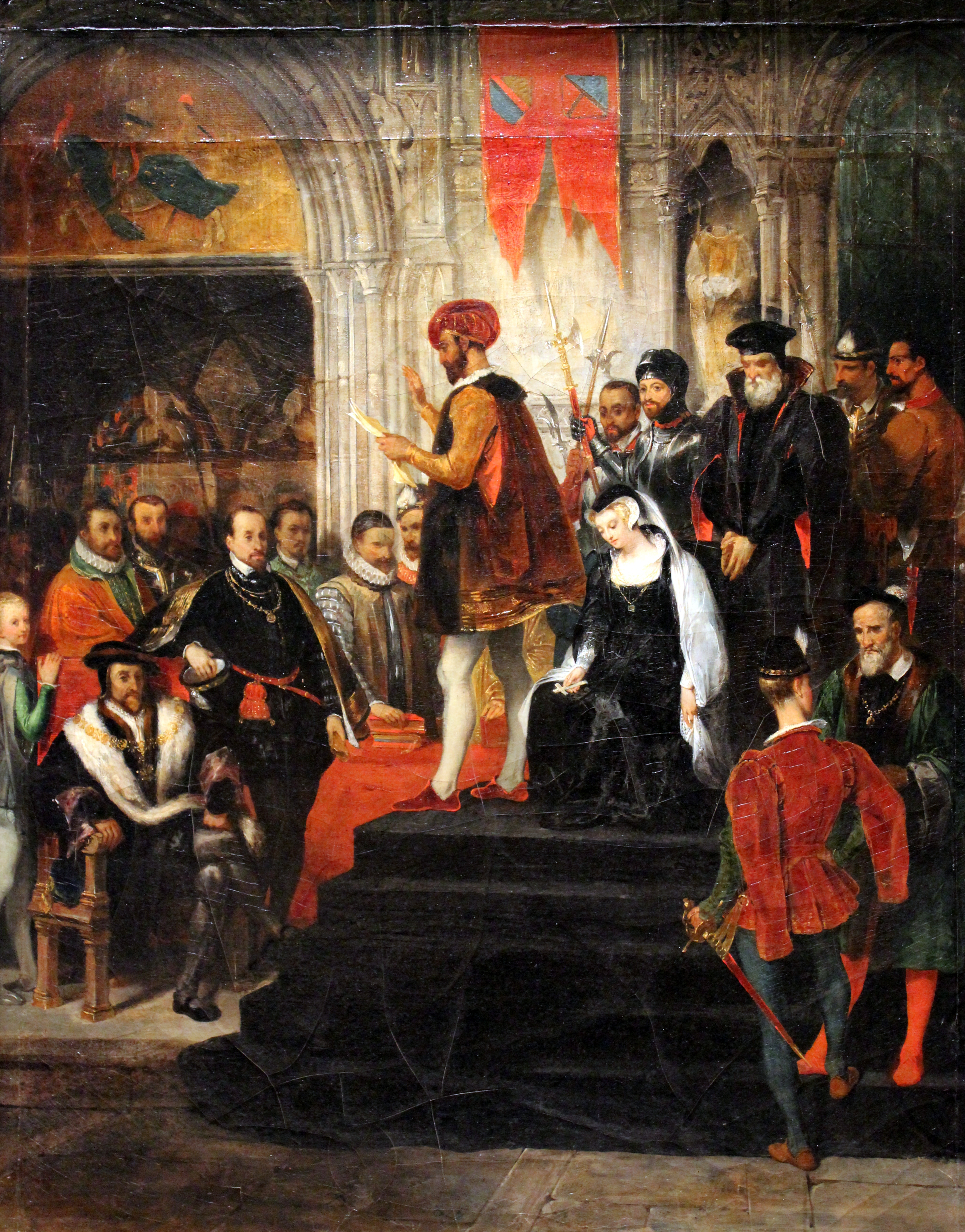
メアリー・スチュアートへの判決の朗読　(1826) アンジェ美術館
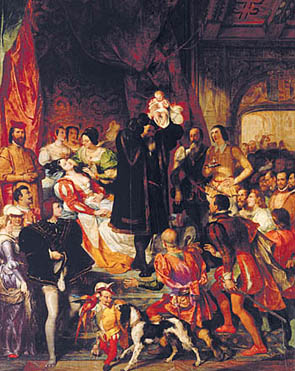
アンリ4世の誕生　(1827) ルーブル美術館
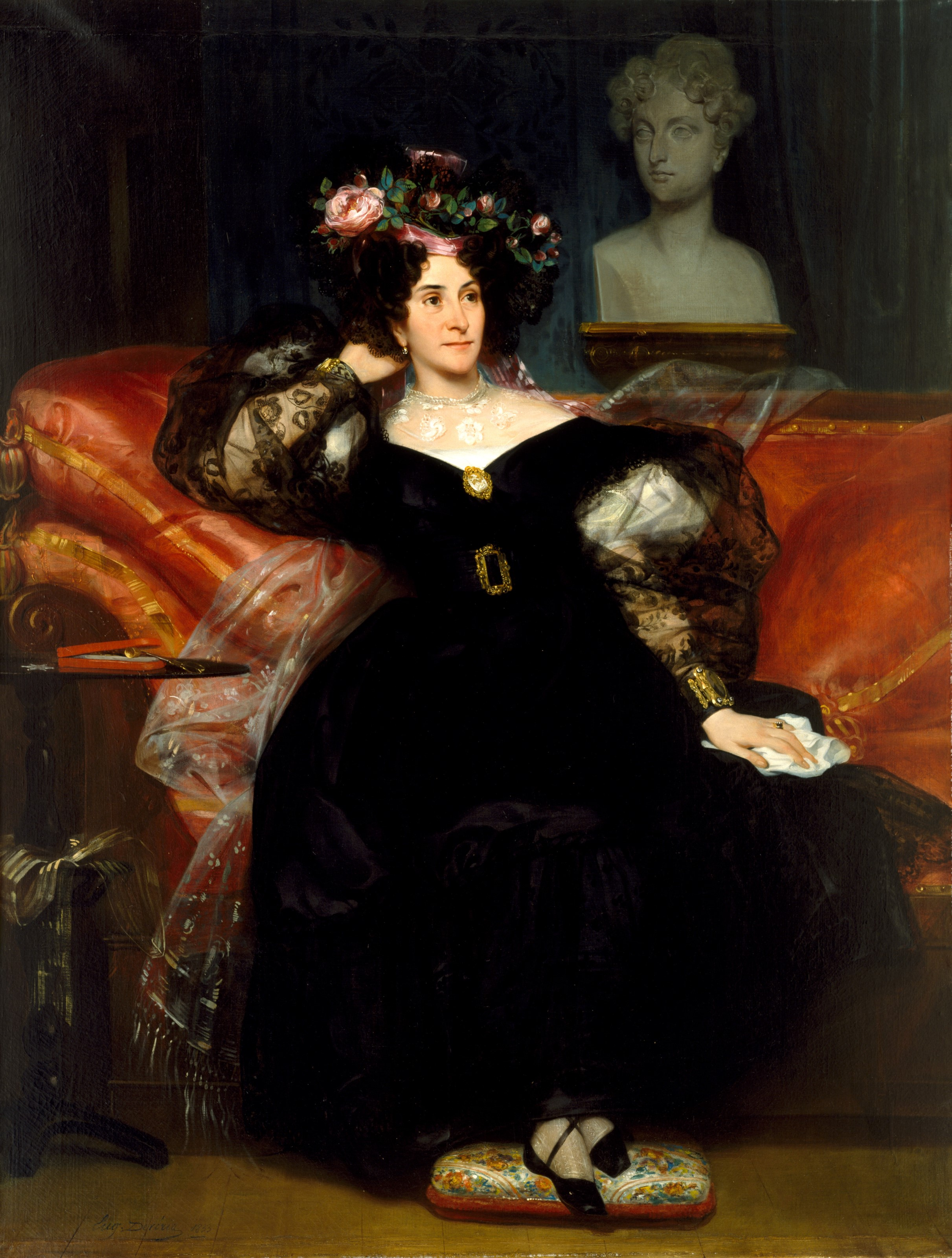
肖像画 (1833) ヒューストン美術館
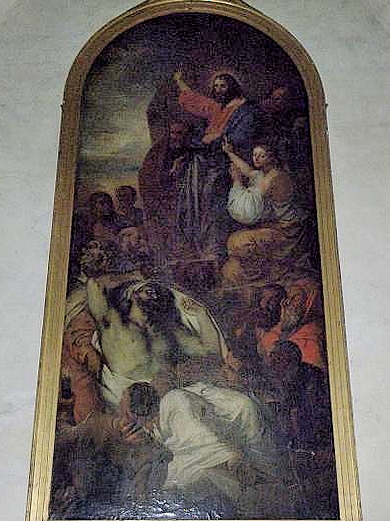
Église Saint-Léonard de Fougèresの装飾画
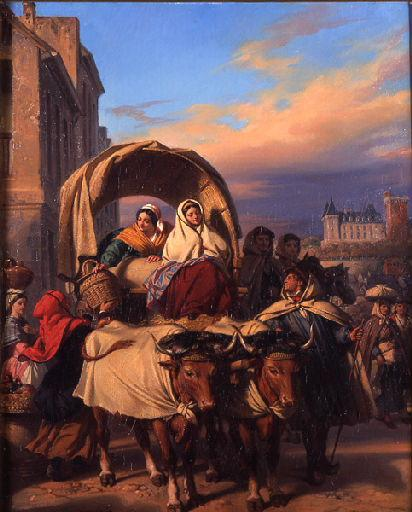
市場からの帰り (1860)